# Richmond County, North Carolina
Richmond County är ett administrativt område i delstaten North Carolina, USA, med 46 639 invånare.  Den administrativa huvudorten (county seat) är Rockingham.  

## Geografi
Enligt United States Census Bureau så har countyt en total area på 1 243 km². 1 227 km² av den arean är land och 16 km² är vatten. 

### Angränsande countyn
- Montgomery County - norr
- Moore County - nordost
- Scotland County - sydost
- Marlboro County, South Carolina - söder
- Anson County - väster